# Bela Goltl
Bela Goltl – węgierski trener piłkarski, były selekcjoner reprezentacji Libii.

## Kariera reprezentacyjna
W 1982 roku Goltl był selekcjonerem reprezentacji Libii. Poprowadził ją w Pucharze Narodów Afryki 1982. Z Libią wywalczył wicemistrzostwo Afryki.